# ST Большого Пса
ST Большого Пса (лат. ST Canis Majoris) — одиночная переменная звезда в созвездии Большого Пса на расстоянии (вычисленном из значения параллакса) приблизительно 4885 световых лет (около 1498 парсеков) от Солнца. Видимая звёздная величина звезды — от +13,9m до +9,3m.

## Характеристики
ST Большого Пса — оранжевая пульсирующая переменная звезда, мирида (M) спектрального класса K. Эффективная температура — около 4027 К.